# Lac la Ronge 156
Lac la Ronge 156 är ett reservat i Kanada.   Det ligger i provinsen Saskatchewan, i den centrala delen av landet, 2 300 km väster om huvudstaden Ottawa.
Trakten runt Lac la Ronge 156 är nära nog obefolkad, med mindre än två invånare per kvadratkilometer.